# Papa Ponziano
Ponziano (Roma, ... – Sardegna, 19 novembre 235) è stato il 18º vescovo di Roma e papa della Chiesa cattolica, che lo venera come santo.
Fu papa dal 21 luglio 230 al 28 settembre 235, nonché il secondo ad abdicare dopo Clemente I.

## Biografia
La sua data di nascita è ignota. Secondo il Liber pontificalis nacque a Roma e suo padre si chiamava Calpurnio. Con Ponziano inizia la breve cronaca dei vescovi di Roma del III secolo, della quale l'autore del Catalogo Liberiano dei papi fece uso nel IV secolo, che contiene dati più veritieri sulle vite dei pontefici. Secondo questa fonte Ponziano fu eletto papa il 21 luglio 230 e regnò fino al 235. Lo scisma di Ippolito di Roma continuò anche durante il suo episcopato, ma, verso la fine del suo regno, ci fu una riconciliazione tra la parte scismatica ed il vescovo di Roma.
Dopo la condanna di Origene Adamantio ad Alessandria d'Egitto (231-232), convocò a Roma un altro sinodo che, secondo Girolamo (Epistole XXXII, 4) e Rufino (Apol. contra Hieron., II, 20), confermò le decisioni del Sinodo alessandrino.
Dopo anni di tranquillità per la comunità cristiana, nel 235, durante il regno di Massimino il Trace, iniziò una persecuzione diretta principalmente contro i capi della Chiesa. Una delle sue prime vittime fu Ponziano che fu deportato insieme ad Ippolito in Sardegna (ad metalla), secondo un'antica tradizione ancora attestata nel XVI secolo, nell'isola di Tavolara (Insula ... Tegularia dicta, sancti Pontiani pontificis exilio et morte clara).
Per rendere possibile l'elezione di un nuovo papa, Ponziano si dimise il 28 settembre del 235 (il Catalogo Liberiano usava le parole discinctus est). Dopo papa Clemente I, quello di Ponziano fu dunque il secondo caso di un papa dimissionario. Al suo posto fu eletto papa Antero. Poco prima di questo avvenimento o immediatamente dopo, Ippolito, che era stato deportato in Sardegna con Ponziano, si riconciliò con la Chiesa di Roma e lo scisma causato ebbe termine.

### Morte e sepoltura
Secondo il Liber Pontificalis, il papa morì a causa delle privazioni e del trattamento disumano che dovette subire, circa un mese dopo l'abdicazione; per quanto tempo ancora Ponziano avrebbe sopportato le sofferenze e il duro trattamento riservatogli durante l'esilio nelle miniere sarde è ignoto. In seguito, i resti di Ponziano e di Ippolito furono fatti portare a Roma da papa Fabiano.
Il 13 agosto di un anno non noto, Ponziano fu sepolto nella cripta papale delle catacombe di Callisto. Il suo epitaffio originale fu rinvenuto nella cripta di Santa Cecilia, vicino alla cripta papale, nel 1909. Esso, nello stile degli altri epitaffi noti della cripta papale, recita: Pontianos, Episk. Martur (Ponziano, Vescovo, Martire). La parola martur fu aggiunta in epoca più tarda.

## Culto
Nella Depositiones martyrum, secondo la cronografia del 354, la sua memoria liturgica ricorre il 13 agosto.
Dal Martirologio Romano (ed. 2004):
San Ponziano è il patrono della città di Carbonia e del comune di Gandino (compatrono). Una parrocchia di Olbia nel quartiere di Poltu Cuadu, una chiesa a Lucca e una a Roma portano il nome di San Ponziano.